# Amnosia martini
Amnosia martini är en fjärilsart som beskrevs av Eduard Honrath 1892. Amnosia martini ingår i släktet Amnosia och familjen praktfjärilar. Inga underarter finns listade i Catalogue of Life.